# Sportpalast de Berlin
 (décembre 2023).
Si vous disposez d'ouvrages ou d'articles de référence ou si vous connaissez des sites web de qualité traitant du thème abordé ici, merci de compléter l'article en donnant les références utiles à sa vérifiabilité et en les liant à la section « Notes et références ».

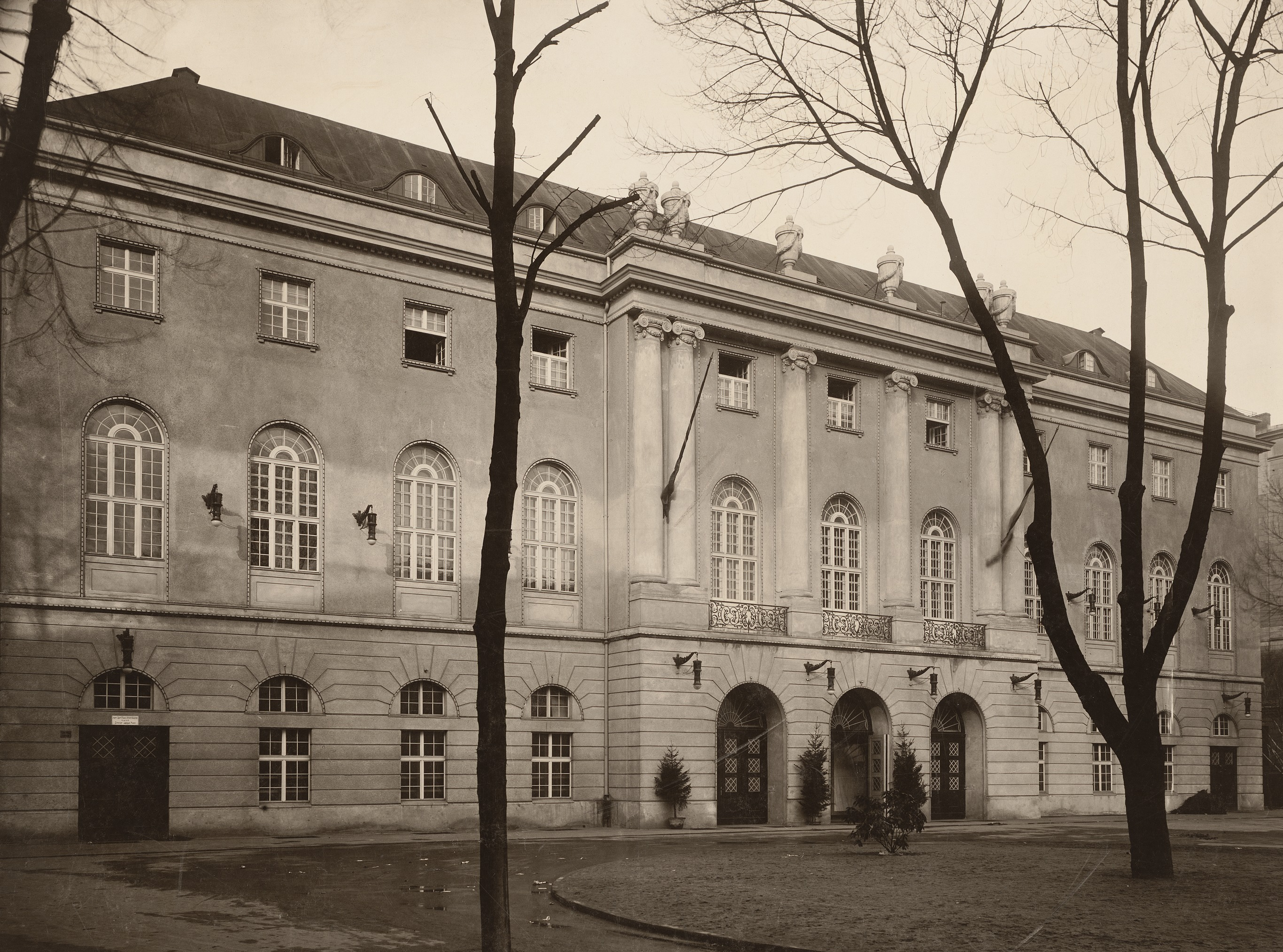
Le Sportpalast au temps de l'ouverture en 1910.

Le Sportpalast de Berlin (« palais des sports de Berlin », pouvant être abrégé en « Palais des Sports ») était un bâtiment destiné à accueillir des évènements de sports d'hiver et à servir de salle de réunion dans le quartier Schöneberg de Berlin. Il a été construit en 1910 et détruit en 1973.
Suivant le type d'évènements et la configuration des sièges, le Sportpalast pouvait accueillir jusqu'à 14 000 spectateurs et était à l'époque la plus grande salle de réunion de la capitale allemande. Le Sportpalast est surtout connu pour les discours et meetings qui s'y sont tenus à l’époque du Troisième Reich, particulièrement le discours de Joseph Goebbels sur la « guerre totale » le 18 février 1943. Un an plus tard, en 1944, il est en partie détruit par un bombardement.

## Premières années
Construit au n°172 de la Potsdamer Straße, principalement comme patinoire intérieure pour les épreuves de hockey sur glace et de patinage, le Sportpalast fait sensation au moment de son ouverture le 17 novembre 1910. Le bâtiment a été cérémonieusement inauguré avec la représentation de la Symphonie no 9 de Beethoven, dirigée par Richard Strauss. Il est à l'époque la plus grande installation intérieure mondiale pour le patinage. 
Plus tard, le Sportpalast accueille également des événements sportifs non hivernaux, tels que des courses cyclistes de Six Jours (accompagnées de la « valse du Sportpalast », initiée par Reinhold Habisch) et des matchs de boxe professionnelle dans lesquels des célèbres boxeurs allemands comme Max Schmeling et Hans Breitensträter combattent. Dans l'auditoire, se trouvaient Enrico Caruso, Richard Tauber, Hans Albers, Fritz Kortner, Ernst Oppler et Bertolt Brecht. Le Sportpalast est également utilisé comme salle de cinéma et de réunion pour une variété d'événements, y compris des rassemblements politiques et le Bockbierfest (festival de la bière Bock) avec des groupes bavarois, des danses et de la viande rôtie.
Pendant les années tumultueuses de la république de Weimar dans les années 1920 et au début des années 1930, le Sportpalast est utilisé pour les réunions de masse des principaux partis politiques allemands ; à l'intérieur de ses murs, des orateurs sociaux-démocrates, communistes ou encore nationaux-socialistes exposent leurs programmes et leurs stratégies pour convaincre les foules. Le chancelier Heinrich Brüning y a prononcé des discours, de même que le chef de file du mouvement ouvrier Ernst Thälmann et le futur ministre de la Propagande, Joseph Goebbels.

## Période nazie

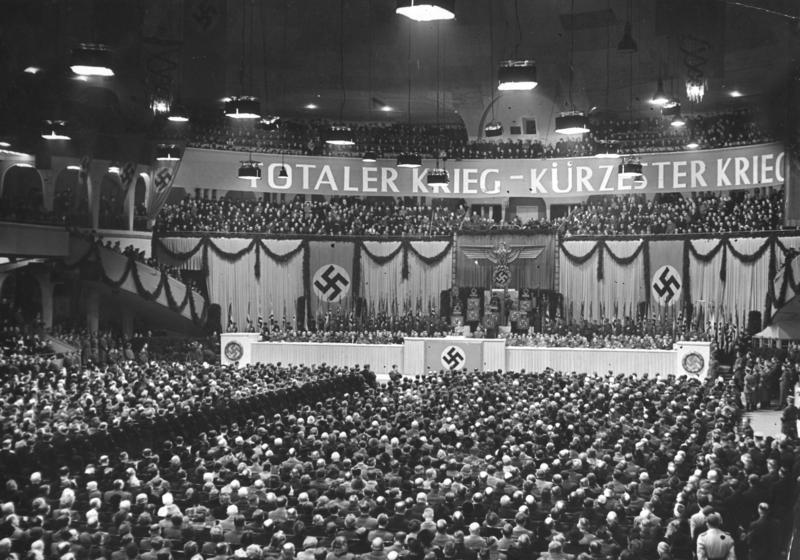
Goebbels lors de son discours sur la « guerre totale » au Sportpalast, en 1943.

Après la prise de pouvoir d'Adolf Hitler en 1933 et l'interdiction des autres partis politiques allemands, le Sportpalast continue d'être un lieu populaire pour les rassemblements nazis et les grands discours de leurs hauts dignitaires, tels que le Führer lui-même ou son ministre Joseph Goebbels. En raison de la taille et du potentiel de propagande du Sportpalast, Goebbels aurait qualifié la salle de « Unsere große politische Tribüne » (« Notre grande tribune politique »).
Le 10 février 1933, Hitler y tient son premier discours en tant que chancelier.
En 1937, le site est le lieu d'une tentative d'assassinat contre Adolf Hitler par un inconnu en uniforme SS.
Le 26 septembre 1938, Adolf Hitler y prononce un discours-ultimatum qui inaugure la crise des Sudètes.
Le Sportpalast est le site du discours d'Hitler « Winterhilfe » du 4 septembre 1940, dans lequel il annonce un passage au bombardement de villes britanniques plutôt que de simples cibles militaires, ce qui annonce le début du Blitz. Mais le plus significatif des nombreux discours et rassemblements nazis au Sportpalast est le discours de la guerre totale de Goebbels prononcé le 18 février 1943, deux semaines après la désastreuse défaite allemande de la bataille de Stalingrad. Dans son appel fanatique à la « guerre totale » devant un public nazi sélectionné, Goebbels cherche à rallier le peuple allemand à un soutien accru à la guerre. 

## L'après guerre

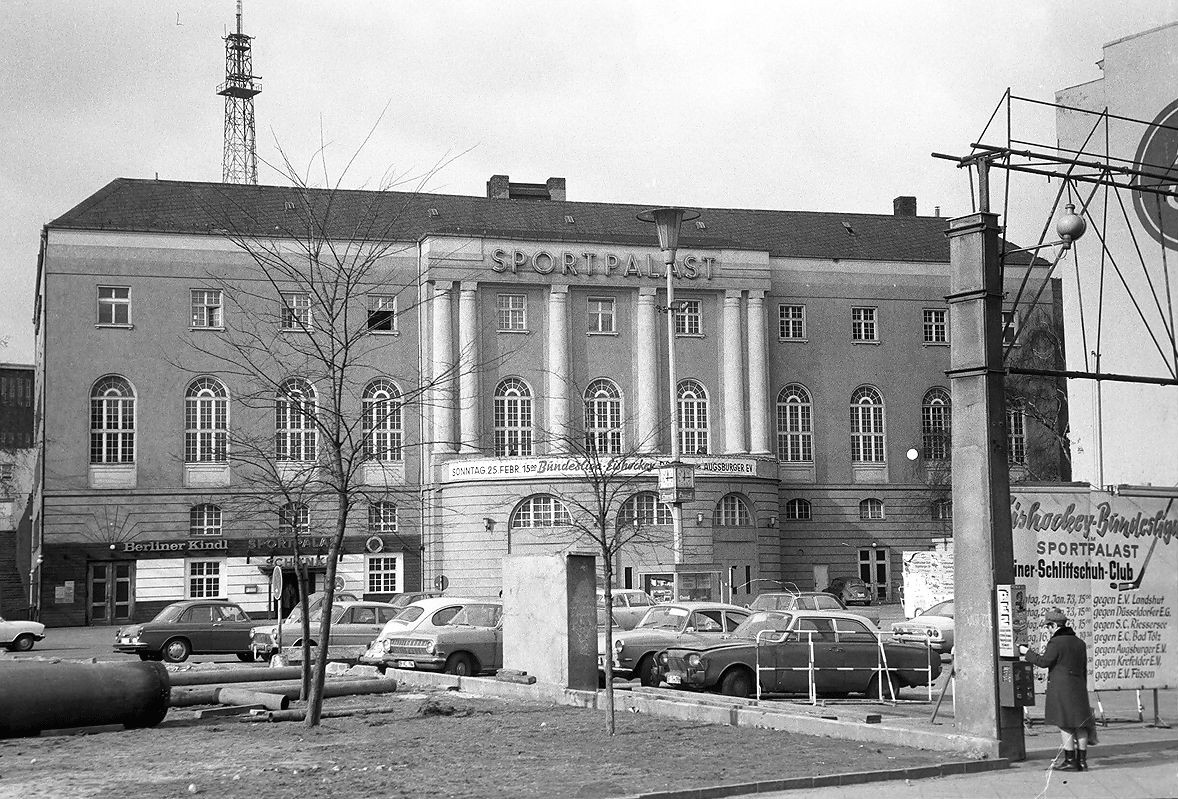
Le Sportpalast en 1973.

À la fin de la guerre, en 1945, le Sportpalast est gravement endommagé, son toit ayant été détruit durant la bataille de Berlin. Le bâtiment ne rouvre pour les sports de glace publics qu'en 1951, mais cet événement n'est pas populaire car la patinoire est ouverte aux éléments climatiques[style à revoir] et est trop froide pour que les spectateurs puissent en profiter. Un nouveau toit est finalement construit en 1953. Parmi les sportifs notables qui se produisent au Sportpalast dans ses années d'après-guerre, on compte la patineuse artistique de renommée mondiale Sonja Henie.
Avec la division de la ville entre l'Est et l'Ouest pendant la guerre froide, le Sportpalast se retrouve dans la partie ouest de Berlin. Bien qu'il ne soit plus la salle de spectacle par excellence de la ville, le Sportpalast accueille tout de même diverses sortes d'événements sportifs (championnats d'Europe de patinage artistique 1961...) ou artistiques (concerts de Bill Haley, Louis Armstrong, Mahalia Jackson, The Beach Boys, Jimi Hendrix, Pink Floyd, Deep Purple, The Nice ou encore The Mothers of Invention).
Dans les années 1970, l'exploitation de la halle n'étant plus rentable, le Sportpalast ferme ses portes en 1973 et est démoli. Il est remplacé par le Pallasseum, un complexe d'appartements de grande hauteur, surnommé le « Sozialpalast ».